# Joanna Jędrzejczyk
Joanna Jędrzejczyk (* 18. August 1987) ist eine ehemalige polnische Muay-Thai-Kickboxerin und heutige Mixed-Martial-Arts-Kämpferin, die in der Strohgewichtsklasse des UFC kämpft und Titelträgerin war.
Als Kickboxerin bestritt sie 30 Profikämpfe, von denen sie 27 gewann und drei verlor. So gewann sie in ihrer Kickboxlaufbahn jeweils einmal die J Girls Championship, WBKF Championship, WKF European Championship, WMC Championship und die WKN World Championship. Anschließend wendete sie sich dem MMA zu und wurde von der UFC unter Vertrag genommen.  
In ihrer MMA-Laufbahn gewann sie 15 von bisher 17 bestrittenen Profikämpfen. Vor ihren zwei Niederlagen gegen Rose Namajunas war sie nach Pound-for-pound MMA-Weltranglistenerste die Nr. 1 in ihrer Gewichtsklasse.